# Championnats panaméricains de cyclisme de 2009
Navigation
Championnats panaméricains 2008 Championnats panaméricains 2010
Les Championnats panaméricains de cyclisme sont les championnats continentaux annuels de cyclisme sur route et sur piste pour les pays membres de la Confédération panaméricaine de cyclisme. 
Les compétitions se sont déroulées à la fin du mois de juillet au Mexique.
Lors des compétitions sur piste, la délégation cubaine établit deux nouveaux records continentaux. Sur le 500 mètres, Lisandra Guerra, en réalisant 33 s 879, déloge sa compatriote Yumari González des sommets continentaux (34 s 647 en 2002). Tandis qu'en poursuite par équipes, en compagnie de Dalila Rodríguez et de Yudelmis Domínguez, la même Yumari González se console en établissant une nouvelle marque continentale (3 min 24 s 377).

## Podiums

### Cyclisme sur route
Les épreuves se déroulaient à Tlaxcala les 23 et 24 juillet.
| Épreuves                                | Or                  | Argent              | Bronze                 |
| --------------------------------------- | ------------------- | ------------------- | ---------------------- |
| Compétitions masculines élite           |                     |                     |                        |
| Course en ligne                         | Gregorio Ladino     | Juan Pablo Villegas | Cayetano Sarmiento     |
| Contre-la-montre                        | Juan Carlos López   | Gregory Brenes      | Matías Médici          |
| Compétitions masculines moins de 23 ans |                     |                     |                        |
| Course en ligne                         | Juan Pablo Villegas | Cayetano Sarmiento  | Alfredo Cruz           |
| Contre-la-montre                        | Gregory Brenes      | Juan Pablo Villegas | David Veilleux         |
| Compétitions féminines                  |                     |                     |                        |
| Course en ligne                         | Joëlle Numainville  | Paola Muñoz         | Verónica Leal Balderas |
| Contre-la-montre                        | Giuseppina Grassi   | Tara Whitten        | Valeria Müller         |

### Cyclisme sur piste
Les compétitions se déroulaient au Velódromo del Centro de Alto Rendimiento Nacional de Mexico du 26 au 30 juillet.
| Épreuves                | Or                                                                  | Argent                                                          | Bronze                                                     |
| ----------------------- | ------------------------------------------------------------------- | --------------------------------------------------------------- | ---------------------------------------------------------- |
| Compétitions masculines |                                                                     |                                                                 |                                                            |
| Kilomètre               | Jimmy Watkins                                                       | Leonardo Narváez                                                | Travis Smith                                               |
| Keirin                  | Jonathan Marín                                                      | Jimmy Watkins                                                   | Leonardo Narváez                                           |
| Vitesse individuelle    | Leonardo Narváez                                                    | Travis Smith                                                    | Alejandro Mainat                                           |
| Vitesse par équipes     | Colombie Leonardo Narváez Jonathan Marín Diego Gutiérrez            | Canada Joseph Veloce Lawrence Leroux Stéphane Cossette          | Chili Cristián Concha Pablo Concha Cristopher Mansilla     |
| Poursuite individuelle  | Jairo Pérez                                                         | Fernando Antogna                                                | Jaime Suaza                                                |
| Poursuite par équipes   | Colombie Jairo Pérez Jaime Suaza John Fredy Parra Juan Pablo Suárez | Chili Pablo Seisdedos Luis Mansilla Antonio Cabrera José Medina | Cuba Reldys Pérez Rubén Companioni Yans Arias Pedro Sibila |
| Course aux points       | Juan Pablo Suárez                                                   | Carlos Hernández                                                | Jairo Pérez                                                |
| Américaine              | Mexique Luis Macías Ignacio Sarabia                                 | Brésil Thiago Nardin Marcos Novello                             | République dominicaine Rafael Merán Benigno de la Cruz     |
| Scratch                 | Pablo Seisdedos                                                     | Ángel Darío Colla                                               | Mario Alberto Contreras                                    |
| Omnium                  | Rubén Companioni                                                    | Pablo Seisdedos                                                 | Ángel Darío Colla                                          |
| Compétitions féminines  |                                                                     |                                                                 |                                                            |
| 500 mètres              | Lisandra Guerra                                                     | Diana García                                                    | Cari Higgins                                               |
| Keirin                  | Lisandra Guerra                                                     | Diana García                                                    | Cari Higgins                                               |
| Vitesse individuelle    | Lisandra Guerra                                                     | Diana García                                                    | Cari Higgins                                               |
| Vitesse par équipes     | Colombie Diana García Sol Angie Roa                                 | Canada Monique Sullivan Tara Whitten                            | Mexique Nancy Contreras Stephany Tinajero                  |
| Poursuite individuelle  | Tara Whitten                                                        | Dalila Rodríguez                                                | Yudelmis Domínguez                                         |
| Poursuite par équipes   | Cuba Yumari González Dalila Rodríguez Yudelmis Domínguez            | Colombie Lorena Vargas Serika Gulumá Laura Lozano               | Canada Laurie Dupont Tara Whitten Laura Brown              |
| Course aux points       | Yumari González                                                     | Paola Muñoz                                                     | Tara Whitten                                               |
| Scratch                 | Yumari González                                                     | Cari Higgins                                                    | Paola Muñoz                                                |
| Omnium                  | Tara Whitten                                                        | Dalila Rodríguez                                                | Paola Muñoz                                                |

## Tableau des médailles
75 médailles étaient distribuées lors de ces championnats.
| Rang  | Nation                 | Or | Argent | Bronze | Total |
| ----- | ---------------------- | -- | ------ | ------ | ----- |
| 1     | Colombie               | 10 | 8      | 4      | 22    |
| 2     | Cuba                   | 7  | 2      | 3      | 12    |
| 3     | Canada                 | 3  | 4      | 4      | 11    |
| 4     | Mexique                | 2  | 1      | 4      | 7     |
| 5     | Chili                  | 1  | 4      | 3      | 8     |
| 6     | États-Unis             | 1  | 2      | 3      | 6     |
| 7     | Costa Rica             | 1  | 1      | 0      | 2     |
| 8     | Argentine              | 0  | 2      | 3      | 5     |
| 9     | Brésil                 | 0  | 1      | 0      | 1     |
| 10    | République dominicaine | 0  | 0      | 1      | 1     |
| Total | Total                  | 25 | 25     | 25     | 75    |

## Bilan sportif
La Colombie a terminé en tête du bilan par nation.
Les Colombiens ont terminé avec 10 médailles d'or devant les Cubains, 7 médailles d'or et les Canadiens, 3.
Ces trois nations ont capitalisé, à elles seules, 20 des 25 médailles d'or en jeu. Dix sélections nationales ont remporté au moins une médaille. 
Le leadership colombien fut le fruit d'une présence aussi bien sur piste (7 médailles d'or) que sur route (3). Pourtant sur piste, celui-ci a été contesté par les pistards cubains qui remportèrent également 7 médailles d'or.
Au niveau individuel, trois cyclistes féminines sont sorties du lot. La Canadienne Tara Whitten a remporté la bagatelle de six médailles (dont deux en or) et les Cubaines Lisandra Guerra et Yumari González ont terminé les championnats avec trois médailles d'or chacune. 
Chez les hommes, quatre pistards colombiens décrochèrent deux médailles d'or chacun. Il s'agissait de Jonathan Marín, Leonardo Narváez, Jairo Pérez et de Juan Pablo Suárez.
En comptabilisant les médaillés par équipes, 63 compétiteurs furent honorés d'une médaille au moins lors de cette compétition.